# Ozyptila

Ozyptila gertschi

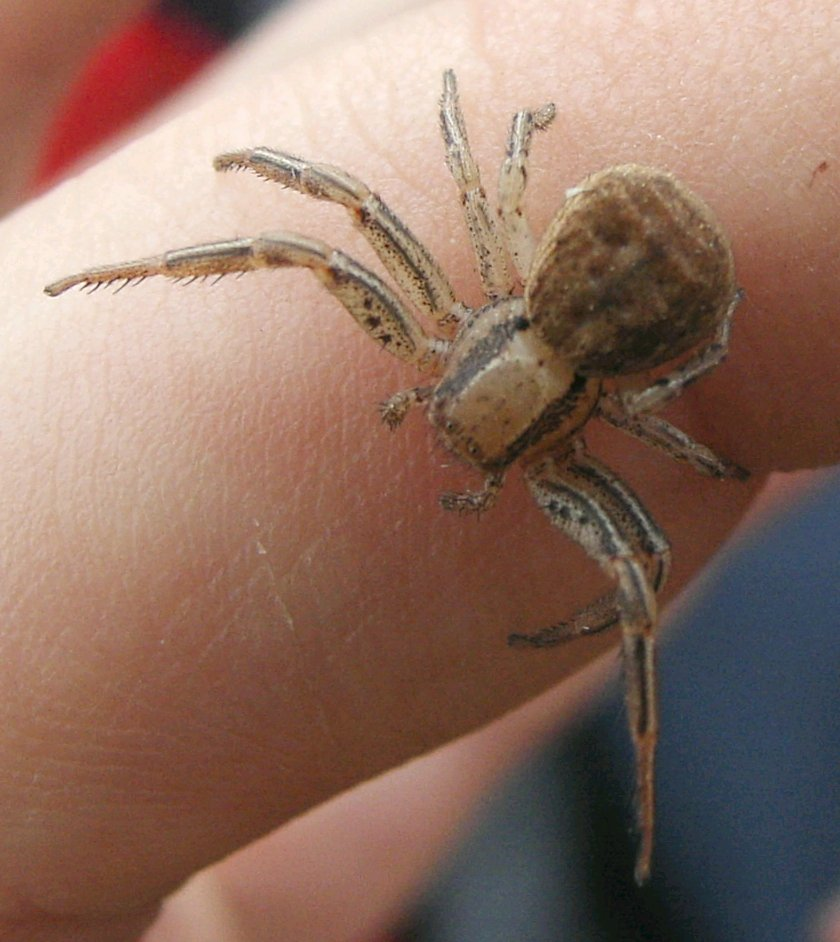
Ozyptila atomaria

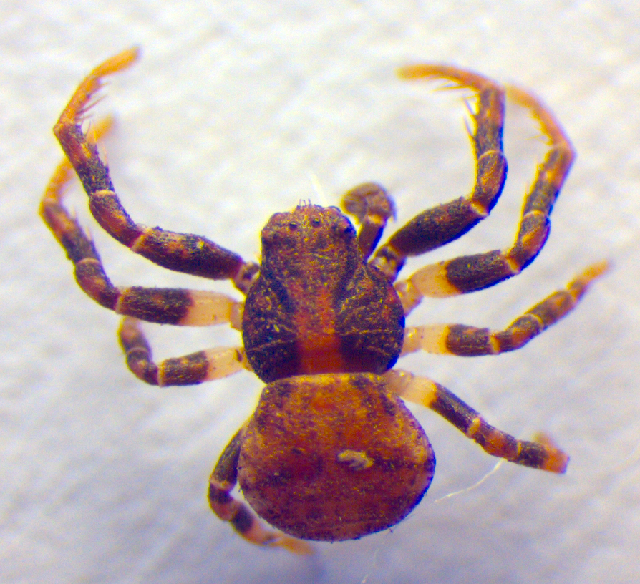
Ozyptila brevipes

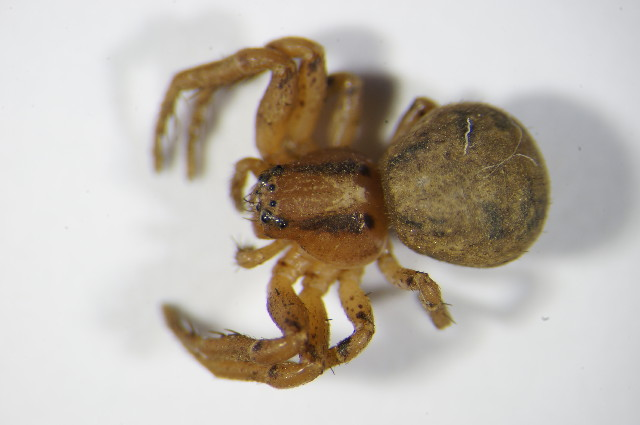
Ozyptila trux

Ozyptila – rodzaj pająków z rodziny ukośnikowatych, obejmujący ponad 100 opisanych gatunków.
Pająki te mają wypukły karapaks z zaokrąglonym przodem i oczami umieszczonymi na wzgórkach.  W widoku od przodu oczy pary przednio-środkowej leżą niżej niż przednio-bocznej, a te pary tylno-środkowej nieco niż lub na tym samym poziomie co pary tylno-bocznej. Oczy pary przednio-bocznej są większe niż tylno-bocznej. Oczy par środkowych są małe i rozmieszczone na planie trapezu szerszego z przodu. Wysokość nadustka wynosi trzy do czterech razy więcej niż średnica oka pary przednio-środkowej. Szczękoczułki zwykle mają niewielkie rozmiary i są krótsze niż największa wysokość karapaksu. Stosunkowo krótkie i grube odnóża pierwszej i drugiej pary są podobnej długości i dłuższe niż dwóch pozostałych par. Spodnia strona goleni uzbrojona jest w dwie pary kolców brzusznych. Kształt opistosomy jest rozszerzony ku tyłowi i tam najszerszy. Płaska powierzchnia grzbietowa opistosomy zaopatrzona jest w krótkie lub maczugowate kolce.
Takson głównie holarktyczny, na południe docierający do Indii i Afryki Wschodniej. W Polsce występuje 9 gatunków (zobacz: ukośnikowate Polski).
Przedstawiciele rodzaju zamieszkują w ściółce, na trawach, wśród mchów i pod kamieniami. Przemieszczają się powoli, a na ofiarę czatują bez ruchu.
Należą tu 102 opisane gatunki:
- Ozyptila aculeipes Strand, 1906
- Ozyptila aculipalpa Wunderlich, 1995
- Ozyptila americana Banks, 1895
- Ozyptila amkhasensis Tikader, 1980
- Ozyptila ankarensis Karol, 1966
- Ozyptila annulipes (Lucas, 1846)
- Ozyptila arctica Kulczyński, 1908
- Ozyptila aspex Pavesi, 1895
- Ozyptila atlantica Denis, 1963
- Ozyptila atomaria (Panzer, 1801)
- Ozyptila balcanica Deltshev, Blagoev, Komnenov & Lazarov, 2016
- Ozyptila barbara Denis, 1945
- Ozyptila beaufortensis Strand, 1916
- Ozyptila bejarana Urones, 1998
- Ozyptila biprominula Tang & Li, 2010
- Ozyptila brevipes (Hahn, 1826)
- Ozyptila caenosa Jézéquel, 1966
- Ozyptila callitys (Thorell, 1875)
- Ozyptila chandosiensis Tikader, 1980
- Ozyptila claveata (Walckenaer, 1837)
- Ozyptila clavidorsa Roewer, 1959
- Ozyptila clavigera (O. Pickard-Cambridge, 1872)
- Ozyptila confluens (C. L. Koch, 1845)
- Ozyptila conostyla Hippa, Koponen & Oksala, 1986
- Ozyptila conspurcata Thorell, 1877
- Ozyptila creola Gertsch, 1953
- Ozyptila curvata Dondale & Redner, 1975
- Ozyptila dagestana Ponomarev & Dvadnenko, 2011
- Ozyptila danubiana Weiss, 1998
- Ozyptila distans Dondale & Redner, 1975
- Ozyptila elegans (Blackwall, 1870)
- Ozyptila flava Simon, 1875
- Ozyptila formosa Bryant, 1930
- Ozyptila fukushimai Ono, 2002
- Ozyptila furcula L. Koch, 1882
- Ozyptila fusca (Grube, 1861)
- Ozyptila gasanensis Paik, 1985
- Ozyptila georgiana Keyserling, 1880
- Ozyptila gertschi Kurata, 1944
- Ozyptila geumoensis Seo & Sohn, 1997
- Ozyptila grisea Roewer, 1955
- Ozyptila hardyi Gertsch, 1953
- Ozyptila imbrex Tang & Li, 2010
- Ozyptila inaequalis (Kulczyński, 1901)
- Ozyptila inglesi Schick, 1965
- Ozyptila jabalpurensis Bhandari & Gajbe, 2001
- Ozyptila jeholensis Saito, 1936
- Ozyptila judaea Levy, 1975
- Ozyptila kansuensis (Tang, Song & Zhu, 1995)
- Ozyptila kaszabi Marusik & Logunov, 2002
- Ozyptila khasi Tikader, 1961 	Catalog
- Ozyptila ladina Thaler & Zingerle, 1998
- Ozyptila laevis Denis, 1954
- Ozyptila leprieuri Simon, 1875
- Ozyptila lugubris (Kroneberg, 1875)
- Ozyptila lutosa Ono & Martens, 2005
- Ozyptila maculosa Hull, 1948
- Ozyptila makidica Ono & Martens, 2005
- Ozyptila manii Tikader, 1961
- Ozyptila maratha Tikader, 1971
- Ozyptila matsumotoi Ono, 1988
- Ozyptila metschensis Strand, 1906
- Ozyptila mingrelica Mcheidze, 1971
- Ozyptila monroensis Keyserling, 1884
- Ozyptila nigristerna Dalmas, 1922
- Ozyptila nipponica Ono, 1985
- Ozyptila nongae Paik, 1974
- Ozyptila numida (Lucas, 1846)
- Ozyptila omega Levy, 1975
- Ozyptila orientalis Kulczyński, 1926
- Ozyptila pacifica Banks, 1895
- Ozyptila panganica Caporiacco, 1947
- Ozyptila parvimana Simon, 1886
- Ozyptila patellibidens Levy, 1999
- Ozyptila pauxilla (Simon, 1870)
- Ozyptila perplexa Simon, 1875
- Ozyptila praticola (C. L. Koch, 1837)
- Ozyptila pullata (Thorell, 1875)
- Ozyptila rauda Simon, 1875
- Ozyptila reenae Basu, 1964
- Ozyptila rigida (O. Pickard-Cambridge, 1872)
- Ozyptila sakhalinensis Ono, Marusik & Logunov, 1990
- Ozyptila salustri Wunderlich, 2011
- Ozyptila sanctuaria (O. Pickard-Cambridge, 1871)
- Ozyptila scabricula (Westring, 1851)
- Ozyptila secreta Thaler, 1987
- Ozyptila sedotmikha Levy, 2007
- Ozyptila shuangqiaoensis Yin, Peng, Gong & Kim, 1999
- Ozyptila simplex (O. Pickard-Cambridge, 1862)
- Ozyptila sincera Kulczyński, 1926
- Ozyptila spinosissima Caporiacco, 1934
- Ozyptila spirembola Wunderlich, 1995
- Ozyptila tenerifensis Wunderlich, 1992
- Ozyptila theobaldi Simon, 1885
- Ozyptila tricoloripes Strand, 1913
- Ozyptila trux (Blackwall, 1846) – namiastek wędrowny
- Ozyptila umbraculorum Simon, 1932
- Ozyptila utotchkini Marusik, 1990
- Ozyptila varica Simon, 1875
- Ozyptila westringi (Thorell, 1873)
- Ozyptila wuchangensis Tang & Song, 1988
- Ozyptila yosemitica Schick, 1965